# Vialas

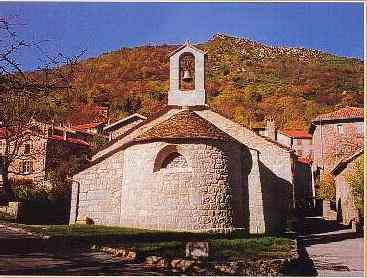
Kerk van Vialas

Vialas is een gemeente in het Franse Kanton Pont-de-Montvert dat behoort tot het departement Lozère (regio Occitanie) en telt 425 inwoners (1999). De plaats maakt deel uit van het arrondissement Florac.

## Geografie
De oppervlakte van Vialas bedraagt 48,0 km², de bevolkingsdichtheid is 8,9 inwoners per km².
De onderstaande kaart toont de ligging van Vialas met de belangrijkste infrastructuur en aangrenzende gemeenten.

## Demografie
Onderstaande figuur toont het verloop van het inwonertal (bron: INSEE-tellingen).